# Adolf Selmani
Adolf Selmani (Krujë, 26 giugno 2000) è un calciatore albanese, difensore dell'Iliria.

## Biografia
Ha anche tre fratelli, Gentian, Santiago e Brajan, anche loro calciatori.

## Carriera

### Club
Il 15 gennaio 2022 viene acquistato a titolo definitivo dalla squadra albanese del Kastrioti.

## Statistiche

### Presenze e reti nei club
Statistiche aggiornate al 22 settembre 2023.
| Stagione         | Squadra          | Campionato       | Campionato | Campionato | Coppe nazionali | Coppe nazionali | Coppe nazionali | Coppe continentali | Coppe continentali | Coppe continentali | Altre coppe | Altre coppe | Altre coppe | Totale | Totale |
| Stagione         | Squadra          | Comp             | Pres       | Reti       | Comp            | Pres            | Reti            | Comp               | Pres               | Reti               | Comp        | Pres        | Reti        | Pres   | Reti   |
| ---------------- | ---------------- | ---------------- | ---------- | ---------- | --------------- | --------------- | --------------- | ------------------ | ------------------ | ------------------ | ----------- | ----------- | ----------- | ------ | ------ |
| 2018-gen. 2019   | Iliria           | KP               | 0          | 0          | CA              | 2               | 0               | -                  | -                  | -                  | -           | -           | -           | 2      | 0      |
| gen.-giu. 2019   | Kastrioti        | KS               | 7          | 0          | CA              | 1               | 0               | -                  | -                  | -                  | -           | -           | -           | 8      | 0      |
| 2019-gen. 2020   | Kastrioti        | KP               | 10         | 0          | CA              | 2               | 0               | -                  | -                  | -                  | -           | -           | -           | 12     | 0      |
| gen.-giu. 2020   | Laçi             | KS               | 11         | 1          | CA              | 0               | 0               | UEL                | -                  | -                  | -           | -           | -           | 11     | 1      |
| 2020-apr. 2021   | Laçi             | KS               | 20         | 0          | CA              | 1               | 0               | UEL                | 2                  | 0                  | -           | -           | -           | 23     | 0      |
| Totale Laçi      | Totale Laçi      | Totale Laçi      | 31         | 1          |                 | 1               | 0               |                    | 2                  | 0                  |             | -           | -           | 34     | 1      |
| 2021-gen. 2022   | Teuta            | KS               | 10         | 0          | CA              | 1               | 0               | UCL+UECL           | 0+0                | 0                  | SA          | 1           | 0           | 12     | 0      |
| gen.-giu. 2022   | Kastrioti        | KS               | 16         | 1          | CA              | 0               | 0               | -                  | -                  | -                  | -           | -           | -           | 16     | 1      |
| 2022-2023        | Kastrioti        | KS               | 30         | 0          | CA              | 6               | 0               | -                  | -                  | -                  | -           | -           | -           | 36     | 0      |
| Totale Kastrioti | Totale Kastrioti | Totale Kastrioti | 63         | 1          |                 | 9               | 0               |                    | -                  | -                  |             | -           | -           | 72     | 1      |
| 2023-2024        | Erzeni           | KS               | 4          | 0          | CA              | 0               | 0               | -                  | -                  | -                  | -           | -           | -           | 4      | 0      |
| Totale carriera  | Totale carriera  | Totale carriera  | 108        | 2          |                 | 13              | 0               |                    | 2                  | 0                  |             | 1           | 0           | 124    | 2      |